# Crassinella dupliniana
Crassinella dupliniana är en musselart som först beskrevs av Dall 1903.  Crassinella dupliniana ingår i släktet Crassinella och familjen Crassatellidae. Inga underarter finns listade i Catalogue of Life.